# Sian Heder
Pour les articles homonymes, voir Heder.
Sian Heder est une écrivaine, scénariste, réalisatrice et actrice américaine, née le 23 juin 1977 à Cambridge (Massachusetts).

## Biographie
Sian Heder est mariée au photographe et acteur David Newsom (en).

## Filmographie

### En tant que réalisatrice

#### Longs métrages
- 2016 : Tallulah
- 2021 : Coda

#### Courts métrages
- 2006 : Mother
- 2012 : Dog Eat Dog

#### Séries télévisées
- 2017 : The Path (saison 2, épisode 12 : Spiritus Mundi)
- 2017-2018 : GLOW (2 épisodes)
- 2018 : Orange Is the New Black (saison 6, épisode 8 : Gordons)
- 2018 : Queen Fur
- 2020 : Little America (saison 1, épisode 4 : The Silence)

### En tant que scénariste

#### Longs métrages
- 2016 : Tallulah d'elle-même
- 2021 : Coda d'elle-même

#### Courts métrages
- 2006 : Mother d'elle-même
- 2012 : Dog Eat Dog d'elle-même

#### Séries télévisées
- 2000 : New York, unité spéciale : Joyce Rich (saison 2, épisode 3)
- 2010-2011 : Men of a Certain Age (2 épisodes)
- 2013-2015 : Orange Is the New Black (20 épisodes)
- 2020 : Little America (saison 1, épisode 4 : The Silence)

### En tant que productrice

#### Séries télévisées
- 2015 : Orange Is the New Black (13 épisodes)
- 2020 : Little America (8 épisodes)

#### Court métrage
- 2012 : Dog Eat Dog d'elle-même

### En tant qu'actrice
- 2002 : West Bank Brooklyn : Sarah
- 2004 : Dorian Blues : Ellie
- 2007 : At Last de Chris Wallace : Stephanie
- 2012 : Dog Eat Dog d'elle-même
- 2013 : Breakup at a Wedding : Sean Hyde
- 2023 : Barry (saison 4, épisode 4) : elle-même

## Distinctions

### Récompenses
- BAFA 2022 : meilleur scénario adapté pour Coda
- Oscars 2022 : meilleur scénario adapté pour Coda